# Самородное серебро
Саморо́дное серебро́ (лат. Argentum natuum, Argentum nativum, краткий символ Ag) — минерал из класса самородных элементов (металлов), представляющий собой природное серебро, металл, условно относящийся к числу благородных, достаточно устойчивый, чтобы существовать в самородном состоянии.

## Состав
Содержание Ag в самородном серебре может достигать 99 %. Часто представляет собой твёрдый раствор Ag-Au (т. н. электрум) или Ag-Hg с содержанием до 60 % ртути (в конгсбергите). Сурьма без изменения структуры может замещать Ag (до 11 % в анимикитe). Oбычны также примеси висмута (до 8 % в чиленитe), меди (до 1 % — медистое серебро); железа, цинка, никеля (до 0,n%).

## Структура
Кристаллизуется в кубической и октаэдрической сингонии. Структура аналогична самородным золоту и меди. Образует изогнутые и скрученные, волосовидные, проволочные, пластинчатые скелетные и дендритные агрегаты, тонкую вкрапленность в различных сульфидах. Излом крючковато-занозистый. Проводник тепла и электричества.

## Залегание в естественных условиях
Наиболее крупные выделения характерны для месторождений пятиметалльной (Ag-Co-Ni-Bi-U) формации. Гипергенное самородное серебро развито в зонах окисления и цементации почти всех сульфидных месторождений, возможны крупные выделения и громадные агрегаты. Встречается c прочими минералами серебра и известно в зонах окисления серебряно-полиметаллических месторождений. Является одной из наиболее богатых и важных месторождений серебряных руд.
Наиболее распространён и подробно изучен тип вторичных серебряных месторождений. В таких случаях самородное серебро находится в самой тесной связи с остальными природными соединениями серебра; его появление происходит посредством их разложения при участии атмосферного воздуха и воды. Первичными исходными соединениями для такого самородного серебра являются сульфосоли (прежде всего, красная серебряная руда, стефанит, реже блеклые руды и халькопирит), а также сернистые соединения (серебряный блеск, серебряная чернь, свинцовый блеск). Ещё реже в качестве источника самородного серебра выступают теллуристые соединения, антимониды и арсениды или электрум.:180-181
Характерно, что самородное золото, содержащее обычно в своем составе в виде примеси серебро, наиболее богато этим металлом в определённых типах рудных месторождений, образовавшихся в приповерхностных условиях в земной коре при относительно низких температурах. Серебристое золото (электрум) отличается от обычного самородного золота и по физическим свойствам, оно обладает несколько меньшим удельным весом и более светлым желтым цветом.

## Месторождения
Наибольшие запасы самородного серебра имеют Канада, Россия, США, Китай, а также Норвегия, Япония и Новая Зеландия,.
В 1903 г. было открыто одно из крупнейших мировых месторождений  самородного серебра в провинции Онтарио, в окрестностях вновь возникшего города Кобальта. В отличие от большинства других разработок самородное серебро в нём было первичного характера, на что указывали специфические для таких случаев примеси ртути и сурьмы. Серебро в основном располагалось в кальцитовых, частью доломитовых жилах, прорезающих докембрийские породы и не переходящих в силурийские. Количество жил, имеющих промышленное значение в 1912 г. превышало 115. С 1904 по 1912 г. здесь было добыто не менее 4700 тонн самородного серебра, что к 1912 году составляло около 13% мировой добычи серебра. Главная, подавляющая часть серебра в Кобальте добывалась именно из самородного серебра.:179-180

## Разновидности
Самородное серебро имеет несколько разновидностей, различающихся по составу и процентному содержанию в них смесей. Наиболее распространенными являются:
- Кюстслит
- Конгсбергит
- Аркверит
- Бордозит
- Анимикит
- Алларгентум
- Чиленит
- Медистое серебро[2].